# Kamienica Aleksandrowiczów w Krakowie
Kamienica Aleksandrowiczów lub Paryska – zabytkowy budynek znajdujący się w Krakowie, w jego prawobrzeżnej części Podgórzu przy ul. Kazimierza Brodzińskiego 9, ale jako kamienica narożna posiada także adresy: ul. Przy Moście 1 oraz ul. Staromostowa 6.
Zbudowano ją około 1906 roku, w stylu historyzmu z elementami secesji.
Stanowi charakterystyczny element w panoramie Podgórza widzianego z lewego brzegu Wisły, z Kazimierza. Góruje nad Bulwarem Podolskim. Ze względu na to, że jest podobna do domów nad Sekwaną, nazywana jest w Krakowie kamienicą paryską, zaś na prawym brzegu Wisły kamienicą Aleksandrowiczów gdyż była własnością tej żydowskiej rodziny, właścicieli firmy papierniczej. Z rodziny tej pochodził prof. Julian Aleksandrowicz.
Obecnie mieści się w niej Wydział Geodezji, Kartografii, Katastru oraz Wydział Gospodarki Nieruchomościami krakowskiego Starostwa Powiatowego.